# القبض–التعقيم–الإرجاع
القبض – التعقيم – الإرجاع (TNR)، والمعروف أيضًا باسم القبض – التعقيم – الإطلاق، هو أسلوب مثير للجدل يُستخدم لإدارة أعداد القطط الوحشية (الضالة غير القابلة للترويض). تتضمن هذه العملية اصطياد القطط وهي على قيد الحياة، وتعقيمها (ذكورًا وإناثًا)، وقص طرف أذنها لتمييزها، وتطعيمها إن أمكن، ثم إطلاقها مجددًا في البيئة التي أُخذت منها. إذا كان الموقع غير آمن أو غير مناسب، يمكن نقل القطط إلى أماكن أخرى مناسبة، مثل الحظائر أو المزارع، التي تُعد بيئة ملائمة لها. غالبًا ما يتم الاحتفاظ بالقطط الصغيرة التي يسهل ترويضها، وكذلك البالغة الوديعة، لإيوائها وتبنيها. أما القطط الوحشية التي لا يمكن ترويضها وتتجنب التفاعل مع البشر، ولا تتحمل الحياة في الحجز، فلا يُحتفظ بها. تخضع القطط المصابة بأمراض خطيرة أو معدية أو غير قابلة للعلاج للقتل الرحيم. غالبًا ما يُرافق تنفيذ برنامج TNR إصدار قوانين جديدة تمنع أصحاب الأراضي من إزالة القطط الوحشية من ممتلكاتهم، وتوفّر الحماية القانونية للأشخاص الذين يطعمون هذه القطط ويعيدون إطلاقها في الأماكن العامة.
في السابق، كان الهدف الأساسي لمعظم برامج TNR هو تقليل أو القضاء النهائي على أعداد القطط السائبة. لا يزال هذا الأسلوب الأكثر استخدامًا لإدارة هذه القطط بطريقة غير قاتلة. مع استمرار هذا الهدف، ظهرت مبادرات جديدة تهدف لتحسين جودة حياة القطط الوحشية، والحد من التزايد السكاني الناتج من التكاثر، وتحسين المجتمعات التي توجد فيها هذه القطط، وتقليل معدلات القتل في الملاجئ التي تستقبل هذه القطط، وتحسين التصورات العامة عنها، وربما تقليل التكاليف المرتبطة بها، والحد من السلوكيات المزعجة لتقليل الشكاوى العامة.
لم تُثبت الأبحاث العلمية فعالية أسلوب TNR في السيطرة على أعداد القطط الوحشية. أظهرت مراجعات علمية أن الحالات التي شهدت انخفاضًا في أعداد مستعمرات القطط ناتجة أساسًا عن إزالة نسبة كبيرة من القطط بالتبني أو القتل الرحيم باستمرار، إضافةً إلى معدلات مرتفعة من الوفاة أو الاختفاء الطبيعي. عادةً ما تشهد مستعمرات TNR زيادة في أعدادها لعدة أسباب، منها سرعة تكاثر القطط، وانخفاض معدلات الاصطياد والتعقيم بشكل لا يكفي لإيقاف النمو السكاني، وتوفر الطعام باستمرار، وقيام الناس في المجتمع المحلي بالتخلص من قططهم غير المرغوب بها بإلقائها في مستعمرات TNR المعروفة. نُسبت الشعبية المتزايدة لبرامج TNR -حتى في المناطق ذات الحساسية البيئية العالية- جزئيًا إلى قلة اهتمام الجمهور بالضرر البيئي الذي تسببه القطط الوحشية، وإلى تردد كل من الأوساط العلمية ومؤيدي TNR في الانخراط في هذا الجدل.

## الدعــم والمعارضة لبرامج TNR
يُعد أسلوب TNR لإدارة أعداد القطط الضالة موضوعًا جدليًا عالميًا. فالمواقف تجاه هذه القطط تختلف اختلافًا كبيرًا، بين من يعدها حيوانات أليفة، ومن يراها أنواعًا دخيلة يجب القضاء عليها.
- الأكاديمية الأسترالية للعلوم: المراجعات عبر العديد من الدراسات تُظهر أن برامج الإمساك والتعقيم والإطلاق (TNR) غير فعالة، فهي لا تُقلّل من أعداد القطط، ولا تمنع القطط من قتل الحياة البرية، وتُشجّع الناس على التخلي عن القطط غير المرغوب فيها.
- الاتحاد الوطني للحياة البرية: بصفتنا منظمة لحماية الحياة البرية، لا يدعم الاتحاد الوطني للحياة البرية برامج الإمساك والتعقيم والإطلاق/الإرجاع ببساطة لأنها لا تُقلل التأثير السلبي للقطط البرية على تجمعات الحياة البرية. القطط البرية مسؤولة أساسًا عن مقتل ما بين 1.3 إلى 4 مليارات طائر و6.3 إلى 22.3 مليار من الثدييات سنويًا في الولايات المتحدة، والإبقاء على مستعمرات القطط البرية يتعارض مع حماية الحياة البرية القائمة على العلم.
- منظمة بيتا (PETA) لا تؤيد برامج TNR، مستشهدةً بأبحاث تُظهر أنها غير فعالة، إضافةً إلى بيانات تُشير إلى انخفاض متوسط العمر المتوقع وظروف المعيشة غير الإنسانية للقطط البرية. تعتقد المنظمة أن لا يمكنك أن تكون مدافعًا عن الحيوانات وتدعم برامج الإمساك والتعقيم والإطلاق. الأمر لا يتعلق بك. هذه البرامج تجعل البشر يشعرون بالرضا، وليس القطط، وبالتأكيد ليس الحياة البرية. إذا كنت تهتم بالحيوانات، فلا يمكنك منطقيًا دعم ترك القطط تتجول في الشوارع أو التخلي عنها عبر هذه البرامج. الحياة في الشوارع ليست حياة للقطط. وللحياة البرية التي تضرها وتقتلها، فإنها حكم بالإعدام.
- جمعية الحياة البرية تُعارض برامج TNR لأنها تقوّض عمل المتخصصين في الحياة البرية وتُعرّض التنوع البيولوجي الأصلي للخطر الشديد.
- جمعية الطيور الأمريكية تُعارض برامج TNR: للأسف، أظهرت برامج TNR فشلًا في تقليل أعداد القطط البرية، وفي الوقت نفسه تُبقي القطط في البيئة حيث تُشكّل خطرًا على الحياة البرية والصحة العامة. تُظهر الأدلة العلمية أن برامج TNR ليست أداة فعالة لتقليل أعداد القطط البرية. بل على العكس، أظهرت الدراسات أن مستعمرات القطط قد تستمر بل وقد تزداد حجمًا.
- في مراجعة لبرامج TNR، خلصت الجمعية الملكية الأسترالية لمنع القسوة على الحيوانات إلى أنه بوصفه إستراتيجيةً طويلة المدى، يصعب التوصية ببرامج TNR في معظم مناطق أستراليا. ونظرًا إلى محدودية الموارد المتاحة لمكافحة القطط، فإن من الأفضل استثمارها في المناطق الحضرية في التوعية والتعليم حول المسؤولية في تربية القطط، وبرامج تعقيم مستهدفة خصوصًا للأسر ذات الدخل المنخفض، وتحسين القوانين والتنظيمات. أما في المناطق النائية، فإن الخيار الأكثر فاعلية من حيث التكلفة والإنسانية هو تنفيذ عمليات قتل مستهدفة ومستمرة.
- الجمعية البيطرية الكندية تُشير إلى أن برامج TNR غير فعالة في تقليل أعداد القطط خلال فترات زمنية معقولة -مثلًا أقل من 10 سنوات- وتُعد إستراتيجيات الإزالة مثل التبني الجماعي، والنقل، والقتل الرحيم أكثر فعالية.
- سياسة الجمعية البيطرية الأسترالية بشأن إدارة القطط في أستراليا لا تدعم برامج TNR: لا يمكن دعم هذه البرامج إستراتيجيةً عامة ورئيسية لإدارة القطط.
- تعاونية الصحة البرية الكندية تُعارض برامج TNR لأنها لا تبدو حلًا مستدامًا لمشكلات القطط المتروكة التي تؤثر تأثيرًا كبيرًا في التنوع البيولوجي ورفاهية الحياة البرية. ومن منظور صحة الحياة البرية، فإن الإبقاء على هذه المستعمرات ودعمها غذائيًا غير موصى به. يجب إضافة أن القطط الضالة في هذه المستعمرات غالبًا ما تكون في صحة دون المستوى المطلوب، ما يُمثّل أيضًا مشكلة من حيث الرفاهية.
- اتحاد علماء الطيور الأمريكيين: يعارض اتحاد علماء الطيور الأمريكيين بشدة برامج الإبقاء على مستعمرات القطط البرية، ويدعو الهيئات المحلية والفيدرالية، وكذلك هيئات الصحة العامة والهيئات التشريعية، إلى حظر وإزالة مستعمرات القطط البرية من خلال الإمساك الرحيم بها.
- جمعية علماء الثدييات الأمريكية: نُعارض تحديدًا إنشاء أو استمرار برامج الإمساك والعلاج والتطعيم والتعقيم والإطلاق (TTVAR)، أو الإمساك والتعقيم والإطلاق (TNR)، أو البرامج ذات الصلة لإدارة القطط البرية أو الضالة.
- جمعية الأطباء البيطريين للطيور: تدعم تقليل أعداد القطط السائبة من خلال الإمساك الإنساني -مع إعادة التوطين في المنازل المناسبة- عبر أقسام الصحة المحلية، وجمعيات الرفق بالحيوان، وضباط مكافحة الحيوانات وتدعم إجراءات الهيئات الحكومية المعنية بالحياة البرية، وهيئات الصحة العامة، والمنظمات العامة والخاصة لحظر أو إزالة مستعمرات القطط من الأراضي العامة بطريقة إنسانية، وتثبيط إقامة المستعمرات على الأراضي الخاصة.
- المجلس الدولي لإعادة تأهيل الحياة البرية: يدعم المجلس إزالة القطط والكلاب البرية بطريقة إنسانية، متضمنةً مستعمرات القطط البرية، بإعادة تأهيل وتبني الحيوانات المناسبة إلى بيئات منزلية، والقتل الرحيم الإنساني للحيوانات التي لا يمكن إعادة تأهيلها أو تبنيها.
- برنامج العلوم البيئية الوطني لاستعادة الأنواع المهددة (TSRH): تُظهر الأدلة من العديد من التجارب التي أُجريت في عدة بلدان أن برامج TNR لا تُقلل من إجمالي أعداد القطط الحضرية -المملوكة والضالة- بسبب الهجرة المستمرة إلى داخل المستعمرة. القطط المعقمة التي تعاد إلى نفس الموقع تستمر في الصيد، وبالتالي تبقى آثارها السلبية على الحياة البرية دون تغيير.
- مركز حلول الأنواع الغازية: هناك أدلة واسعة النطاق تُشير إلى أن برامج TNR غير قادرة على تقليل أعداد القطط البرية أو السائبة بفعالية حتى على نطاق صغير أو محلي جدًا.
- وزارة التغير المناخي والطاقة والبيئة والمياه الأسترالية تهدف إلى الاستمرار في تثبيط برامج TNR في خطة الحد من تهديدات افتراس القطط البرية (2024) لأنها لا تمنع القطط الفردية من صيد الحياة البرية أو نقل الأمراض، ولا تُحسن رفاهية القطط المعاد إطلاقها، وقد لا تؤدي إلى تقليل أعداد القطط أو تأثيراتها. عمومًا لا يُوصى ببرامج TNR.
- جمعية الحياة البرية الأسترالية: تُعد القطط الطليقة من أكبر التهديدات للتنوع البيولوجي، ولذلك يجب اعتبار نهج TNR ممارسة غير مقبولة. كما أن برامج TNR غير قانونية في ولاية فيكتوريا بموجب قانون الحيوانات الأليفة لعام 1994، ويجب اعتبارها غير قانونية في باقي أنحاء البلاد.

المنظمات التي تدعم TNR:
- جمعية الرفق بالحيوان الأمريكية (ASPCA) تؤيد TNR باعتبارها الطريقة الوحيدة المثبتة والفعالة والإنسانية لإدارة مستعمرات القطط المجتمعية. وتوضح موقفها بالقول إن الإدارة تتضمن متطوعًا أو راعيًا للمستعمرة يوفر الغذاء والمأوى الكافي ويراقب صحة القطط.
- منظمة Humane World for Animals توصي بـTNR أحد البرامج التي يمكن أن تُقلل من أعداد القطط، وتراها أفضل طريقة لتخفيف الصراع بين القطط والحياة البرية، وتُعارض إزالة القطط البرية من البيئة، مشيرة إلى أن قططًا أخرى ستأتي لتحل محلها.
- الجمعية الأمريكية للرفق بالحيوان (American Humane Association) تدعم برامج TNR للقطط التي يمكن إطلاقها في مستعمرات آمنة، إذ يُعاد توطين القطط الاجتماعية.
- الجمعية الملكية لمنع القسوة على الحيوانات (RSPCA) تدعم برامج الإمساك والتعقيم والإطلاق (TNR) التي تُجرى بدعم بيطري. يجب تعقيم القطط السليمة، وتحديدها بقص طرف الأذن، ثم إعادتها أو، عند الاقتضاء، إعادة توطينها.